# Minas Chantzidis
Minas Chantzidis (en grec : Μηνάς Χατζίδης) est né le 4 juillet 1966. C'est un footballeur grec ayant évolué en Grèce et en Allemagne.

## Biographie

### Début en Allemagne
Chantzidis commence sa carrière en Allemagne en 1985 avec le Bayer Leverkusen mais il est peu utilisé et ne joue, en trois saisons, que vingt-quatre matchs et n'inscrit qu'un but. Minas quitte le Bayer pour le VFL Bochum et dispute la fin de la saison 1987-1988 mais il n'obtient pas plus de temps de jeu (3 matchs et un but) ; le club se classera 12e.

### Retour en Grèce
Après ses saisons décevantes en Allemagne, Minas revient en Grèce et est engagé par l'Olympiakos. La saison 1988-1989 le voit jouer vingt et un matchs et inscrire quatre buts. Chantzidis remporte son premier trophée en 1989-1990 quand le club du port d'Athènes remporte la Coupe de Grèce. En 1991-1992, il remporte la Coupe de Grèce et la Supercoupe. La saison 1993-1994 est la plus performante pour Minas qui joue trente et un matchs et score cinq fois, cette saison sera la raison de sa sélection pour la Coupe du monde.
Minas s'impose comme un des plus grands joueurs grec en participant à la Coupe du monde de football 1994. Il joue le match contre la Bulgarie (0-4) et sera remplacé pendant le match par Anastásios Mitrópoulos ; par contre, il jouera la totalité du match face au Nigeria (0-2).
L'histoire d'amour entre le joueur et le club de l'« Olymp » s'achève en pleine saison 1995-1996 et Chantzidis s'engage avec le PAE Kastoria où il continuera à impressionner. Il joue ensuite deux avec l'Iraklis où il sera le meneur de cette équipe.

### Fin de carrière dans l'anonymat
Chantzidis retourne en Allemagne en 1998 mais après son passage au SV Elversberg de 2000 à 2002, il joue pour des clubs de seconde, troisième division et termine sa carrière dans l'ombre. En 2007, il quitte le terrain à l'âge de 40 ans.

## Palmarès
- Coupe de Grèce de football : 1989-1990 ; 1991-1992
- Supercoupe de Grèce de football : 1991-1992